# Bulbella
Bulbella is een monotypisch mosdiertjesgeslacht uit de familie van de Victorellidae en de orde Ctenostomatida. De wetenschappelijke naam ervan is in 1951 voor het eerst geldig gepubliceerd door Braem.

## Soort
- Bulbella abscondita Braem, 1951